# Huskvarna

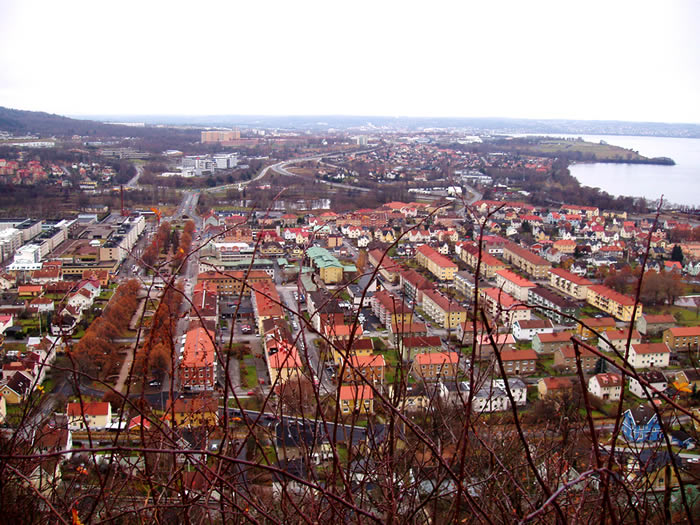
Blick auf Huskvarna

Huskvarna ist ein Ortsteil im Osten der schwedischen Stadt (tätort) Jönköping. Wegen seiner schützenswerten Industriearchitektur aus dem 17. Jahrhundert ist er als Reichsinteresse klassifiziert.
Huskvarna war von 1911 bis 1970 eine eigenständige Stadt, die allmählich mit Jönköping zusammenwuchs. Seit der Gemeindereform 1971 ist Huskvarna auch politisch ein Teil von Jönköping. Huskvarna hat eine Einwohnerzahl von etwa 21.500.

## Geschichte

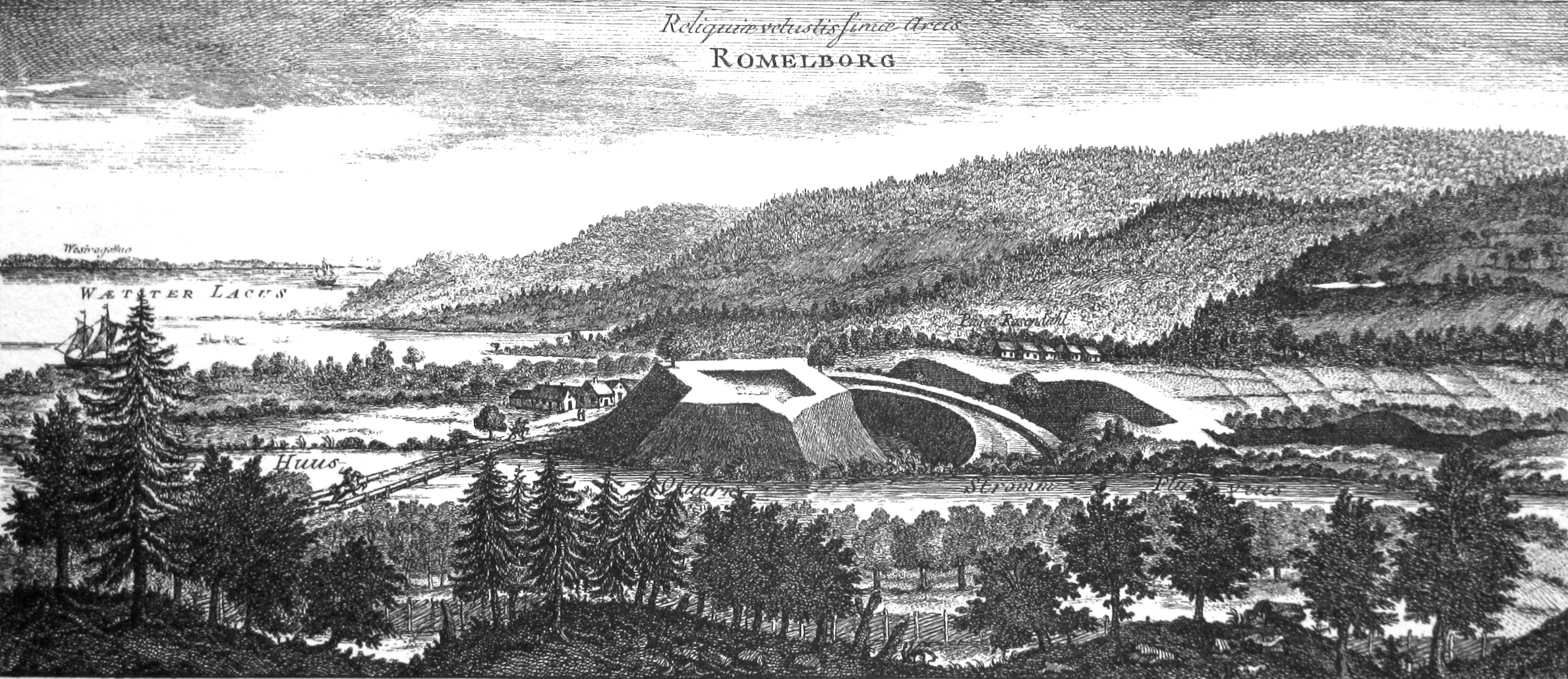
Die Rumlaborg (Ende des 17. Jahrhunderts)

Der Name der Stadt leitet sich von einer Mühle am Fluss Husån nahe der Rumlaborg her. Der Namensbestandteil Hus zeigt auf die Zugehörigkeit zur Burg hin, die alte Bedeutung hus meint eine Burg oder ein Schloss. Kvarn ist schwedisch und bedeutet Mühle. Eine Übersetzung wäre Burgmühle. Der unterste Wasserfall des Flusses hieß Qwarnfallet. (Mühlenfall). Die Schreibweise der Ortschaft änderte sich mehrmals, so zu Husquarn, Husquern, Husquarna und weitere.
Seit dem 14. Jahrhundert wurde eine Waffenschmiede betrieben. Ab 1620 ließ König Gustav II. Adolf fünf königliche Gewehrfabriken in Schweden einrichten, darunter auch die „Jönköpings gevärsfaktori“. Die Produktion vor Ort wuchs und dehnte sich bis nach Huskvarna aus, wo im Jahr 1689 eine Bohrmühle mit Wasserkraftantrieb eingerichtet wurde. 1757 übernahm der Fabrikant Fredrik Ehrenpreus die Gewehrfabrik und nannte sie „Husqvarna gevärsfaktori“. Zwischen 1821 und 1866 war die Fabrik im Eigentum von Baron Gustaf Sture, im Jahr 1867 wurde sie zur Aktiengesellschaft Husqvarna Vapenfabriks AB umgewandelt. Die Gewehrproduktion wurde zum Teil an die schwedische und norwegische Armee veräußert. Später jedoch stellte man die Produktion auf Nähmaschinen und Fahrräder um. Das Unternehmen veränderte den alten Namen der Stadt Husqvarna nicht und verwendete ihn weiterhin als Firma. Von 1877 bis 1945 leiteten Wilhelm Tham und seine Söhne die Fabrik und stellten die Weichen für die Zukunft. Im 21. Jahrhundert sieht man Husqvarna AB als ein international agierendes Unternehmen mit einer breiten Produktpalette.
Am 20. März 2000 wurde der Asteroid (7528) Huskvarna nach diesem Ortsteil benannt.

## Töchter und Söhne der Stadt
- Gustaf Ankarcrona (1869–1933), Maler
- Karin Alvtegen (* 1965), Schriftstellerin
- Denni Avdić (* 1988), Fußballspieler
- Magnus Broo (* 1965), Jazztrompeter
- Johan Davidsson (* 1976), Eishockeyspieler
- Erik Edman (* 1978), Fußballspieler
- Mona Johannesson (* 1986), Model

## Sehenswertes
Informationen und Relikte zur Geschichte von Huskvarna und der Rumlaborg sind im Stadtmuseum zu finden, welches sich in dem 1771 errichtetem Kruthuset (Pulverhaus) Pulverhaus bei Vätterstranden am Ufer vor Jönköping befindet. Der nach dem Ort Huskvarna benannte Konzern Husqvarna hat ein Werksmuseum mit Exponaten von früheren und  aktuellen Produktionsbereichen.

## Varia
Der Ort wird im achtzehnten Kapitel in Selma Lagerlöfs Roman Die wunderbare Reise des kleinen Nils Holgersson mit den Wildgänsen beschrieben.